# Sela pri Zburah
Sela pri Zburah je naselje u slovenskoj Općini Šmarješke Toplice. Sela pri Zburah se nalazi u pokrajini Dolenjskoj i statističkoj regiji Jugoistočnoj Sloveniji. 

## Stanovništvo
Prema popisu stanovništva iz 2002. godine naselje je imalo 22 stanovnika.